# Stagebox

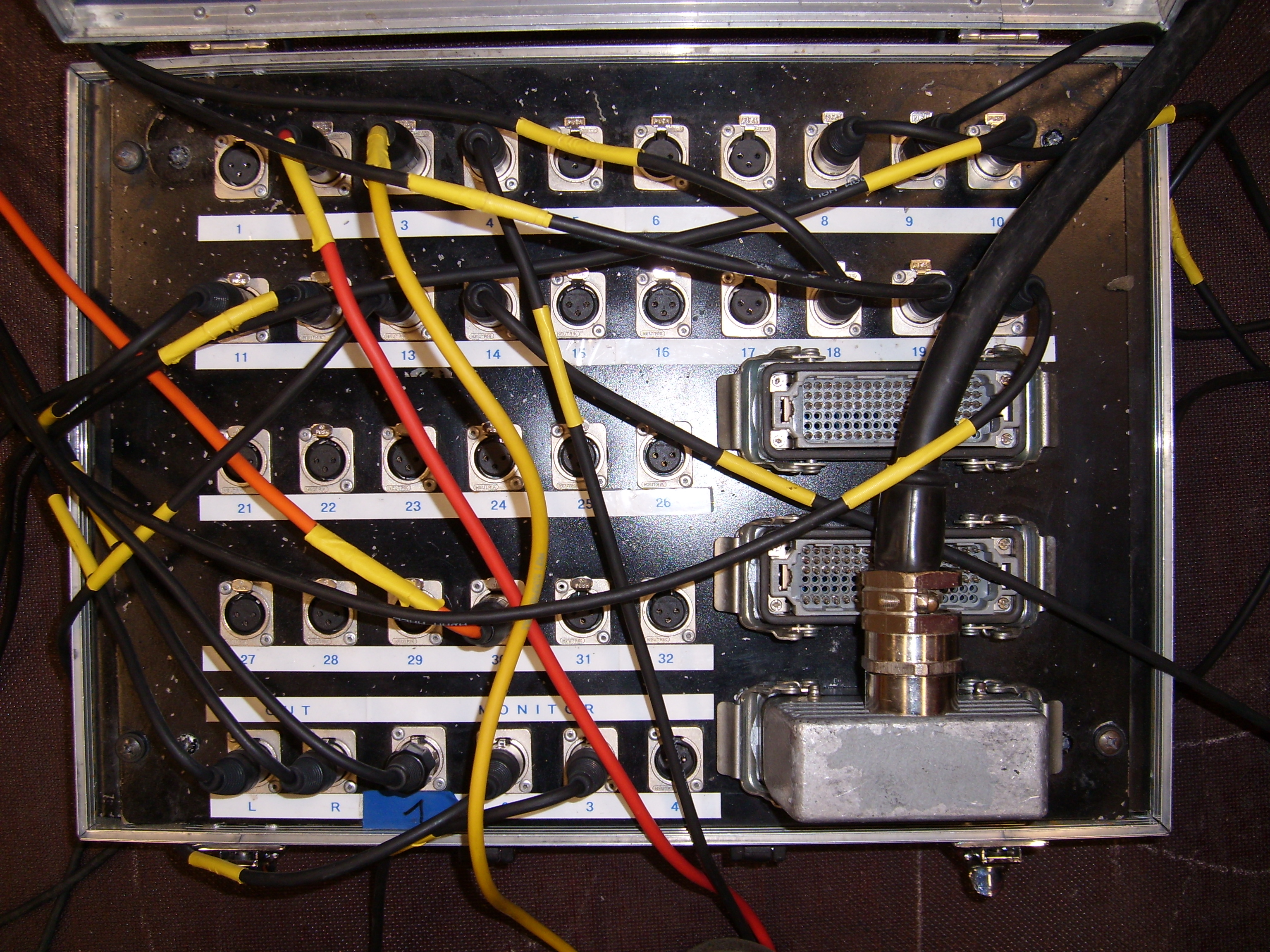
Stagebox mit 32 Kanälen, L/R-Ausgängen für die PA-Verstärker sowie vier Ausgängen für Monitor-Verstärker. Rechts unten der Harting-Steckverbinder des Multicore

Die Stagebox (engl., wörtlich "Bühnenkasten") ist ein Verteilerkasten mit Steckverbindungen für elektrische Signale in den Bereichen Tontechnik und Lichttechnik. Ihre Aufgabe ist die Zusammenführung eindeutig identifizierbarer Einzel-Steckverbindungen (von der Bühne) zu einem einzigen Kabelbündel (Multicore, zum Mischpult). Die Stagebox stellt also den Übergangspunkt zwischen der Bühnenverkabelung und dem Multicore-Kabel dar, das die Signalquellen mit einem Mischpult verbindet.
Zweck der Stagebox ist es, in Kombination mit Multicores und Kabelpeitschen die Benutzerfreundlichkeit komplexer Verkabelungen und Steckverbindungen von Beschallungsanlagen zu verbessern, besonders im professionellen Audio-Bereich.
Stageboxes haben meistens die Form eines Metallgehäuses mit mehreren Steckbuchsen (üblicherweise im Format XLR). Ihr Einsatzort ist typischerweise die Bühne von Veranstaltungen. In die Buchsen der Stagebox werden die Audiosignal-Kabel der Mikrofone, Verstärker, DI-Boxen und anderer Geräte gesteckt, die auf der Bühne verteilt sind.
Einige Stageboxen sind fest am Multicore montiert, andere werden über spezielle Stecker (Harting, VEAM, Tourlock) mit einem oder mehreren Multicores verbunden, was eine flexiblere Nutzung erlaubt. Ein Spezialfall sind Kabeltrommeln, in die eine Stagebox integriert ist.